# 虞州
虞州，中国隋朝时设置的州。
开皇十六年（596年）置，治所在安邑县（即今山西省运城市东北安邑）。大业初年省。唐朝武德元年（618年）改安邑郡复置，仍治安邑县。下辖安邑县、夏县、河北县、虞乡县（解县）、桐乡县、兴乐县。辖境相当今山西省永济、运城、夏县等市县地。贞观十七年（643年）又省。
虞州刺史
- 韦义节（618年）
- 巩宁（622年）
- 长孙操（武德年间）
- 独孤义顺（武德年间）
- 李寂（626年）
- 贺若孝义（武德贞观之际）
- 萧俨（武德贞观之际）
- 柏季纂（贞观年间）